# Juan Antonio Bayona
Pour les articles homonymes, voir Bayona.
Juan Antonio  Bayona est un réalisateur et scénariste espagnol, né le 9 mai 1975 à Barcelone.
Il remporte notamment le prix Goya du meilleur nouveau réalisateur en 2008 pour son premier film L'Orphelinat puis le prix Goya du meilleur réalisateur à trois reprises : en 2013 pour The Impossible, en 2017 pour Quelques minutes après minuit et en 2024 pour Le Cercle des neiges.

## Biographie
Le cinéaste est révélé à l'échelle mondiale en 2007 pour son premier long-métrage, le film d'horreur L'Orphelinat, produit par Guillermo del Toro. Pour un budget de 4 millions, le film en rapporte presque 80 millions et les critiques sont excellentes.
Il confirme en 2012 en passant à une super-production : il met en scène le film catastrophe The Impossible. Cette co-production internationale, portée par Naomi Watts et Ewan McGregor, est un succès critique et commercial, surtout à l'international, pour un sujet pourtant sensible : le récit d'une famille rescapée du Tsunami du 26 décembre 2004.
En 2014, il débarque à Hollywood en réalisant les deux premiers épisodes de la nouvelle série fantastique Penny Dreadful, menée par Eva Green et Josh Hartnett.
Ayant convaincu Hollywood de sa capacité à gérer des gros budgets depuis The Impossible, il est convoité par les grands studios : la Paramount lui fait ainsi confiance pour réaliser la suite du blockbuster de zombies World War Z, programmée pour 2017, mais en janvier 2016, il est annoncé qu'il quitte le projet.
Finalement, il dévoile une nouvelle co-production internationale, Quelques minutes après minuit. Ce conte fantastique est mené par Liam Neeson, Lewis MacDougall, Sigourney Weaver et Felicity Jones. Les critiques sont une fois encore excellentes et le film convainc à l'international.
Universal Pictures l'annonce alors pour réaliser la suite de l'énorme succès de 2015, Jurassic World. Jurassic World: Fallen Kingdom, écrit par Colin Trevorrow et Derek Connolly, est prévu pour l'été 2018. Pour la première fois de sa carrière, les critiques sont mitigées, mais il s'agit du plus gros succès commercial de sa carrière.
En 2023, Juan Antonio Bayona adapte le livre La sociedad de la nieve de l'écrivain uruguayen Pablo Vierci qui raconte la tragédie des victimes de la catastrophe aérienne du vol Fuerza Aérea Uruguaya 571 dans la Cordillère des Andes en 1972. Le film, intitulé dans sa version francophone Le Cercle des neiges, présente le drame du point de vue des victimes. Produit par Belén Atienza et Sandra Hermida, il révèle à l'écran les acteurs Enzo Vogrincic (dans le rôle de Numa Turcatti), Agustín Pardella (dans celui de Fernando Parrado) et Matías Recalt (Roberto Canessa) et représente l'Espagne à la 96e cérémonie des Oscars en 2024. Le film triomphe à la cérémonie des Goyas 2024 avec douze prix remportés dont ceux du meilleur film et du meilleur réalisateur ,.
Lors du Festival de Cannes 2024, il est membre du jury de la sélection officielle, qui remet notamment la Palme d'or à Anora.
En 2025, il produit, avec Belén Atienza et Sandra Hermida, le film Un fantôme dans la bataille d'Agustín Díaz Yanes.

## Filmographie
Sauf indication contraire, les informations mentionnées dans cette section peuvent être confirmées par la base de données cinématographiques IMDb,  présente dans la section « Liens externes ».

### Réalisateur

#### Cinéma

##### Longs métrages
- 2007 : L'Orphelinat (El orfanato)
- 2012 : The Impossible (Lo imposible)
- 2016 : Quelques minutes après minuit (A Monster Calls)
- 2018 : Jurassic World: Fallen Kingdom
- 2023 : Le Cercle des neiges (La sociedad de la nieve)[17]

##### Courts métrages
- 1999 : Mis vacaciones
- 2001 : Diminutos del calvario (segment Muerte)
- 2002 : El Hombre Esponja
- 2008 : La Desgracia en 3D
- 2015 : 9 Días en Haití (documentaire)

#### Télévision
- 2014 : Penny Dreadful - saison 1, épisodes 1 et 2
- 2022 : Le Seigneur des anneaux : Les Anneaux de pouvoir (The Lord of the Rings: The Rings of Power) - 2 épisodes

#### DTV
- 2004 : Sonorama
- 2004 : 10 años con Camela
- 2005 : Lo echamos a suertes (segment Cómo repartimos los amigos)

### Scénariste
- 1999 : Mis vacaciones
- 2002 : El Hombre Esponja
- 2019 : Jurassic World Battle at Big Rock

### Acteur
- 2009 : Spanish Movie : Alfrodo
- 2016 : La Reine d'Espagne (La Reina de España) de Fernando Trueba : le projectionniste

## Distinctions
Sauf indication contraire, les informations mentionnées dans cette section peuvent être confirmées par la base de données cinématographiques IMDb,  présente dans la section « Liens externes ».

### Récompenses
- Barcelona Curt Ficcions en 1999 : meilleur court-métrage pour Mis vacaciones
- Festival Cinespaña 1999 : meilleur court-métrage pour Mis vacaciones
- Barcelona Film Awards 2007 : meilleur nouveau réalisateur pour L'Orphelinat
- Fantastic'Arts de Gérardmer 2008 :
  - Grand Prix du long métrage pour L'Orphelinat
  - Prix du jury Sci-Fi pour L'Orphelinat
- Goyas 2008 : meilleur nouveau réalisateur pour L'Orphelinat
- Prix national de Cinématographie 2013
- Goyas 2017 : meilleur réalisateur pour Quelques minutes après minuit
- Saturn Awards 2018 : meilleur film de science-fiction pour Jurassic World: Fallen Kingdom
- Prix Feroz 2024 : meilleur réalisateur pour Le Cercle des neiges
- Goyas 2024 : meilleur réalisateur pour Le Cercle des neiges

### Nominations
- Cinema Writers Circle Awards 2008 : meilleur réalisateur pour L'Orphelinat